# Joel Baylon
Joel Zamudio Baylon (ur. 28 stycznia 1954 w Milaor) – filipiński duchowny rzymskokatolicki, od 2009 biskup Legazpi.

## Życiorys
Święcenia kapłańskie przyjął 8 października 1978 i został inkardynowany do diecezji Legazpi. Był m.in. ojcem duchownym seminariów w Legazpi i Naga City, pracownikiem filipińskiej nuncjatury oraz proboszczem w Bigaa.
14 lutego 1998 został mianowany biskupem diecezji Masbate. Sakry biskupiej udzielił mu 25 marca 1998 w katedrze w Legazpi abp Gian Vincenzo Moreni.
1 października 2009 otrzymał nominację na biskupa Legazpi, zaś 10 grudnia 2009 kanonicznie objął urząd.